# Paulus van Vianen

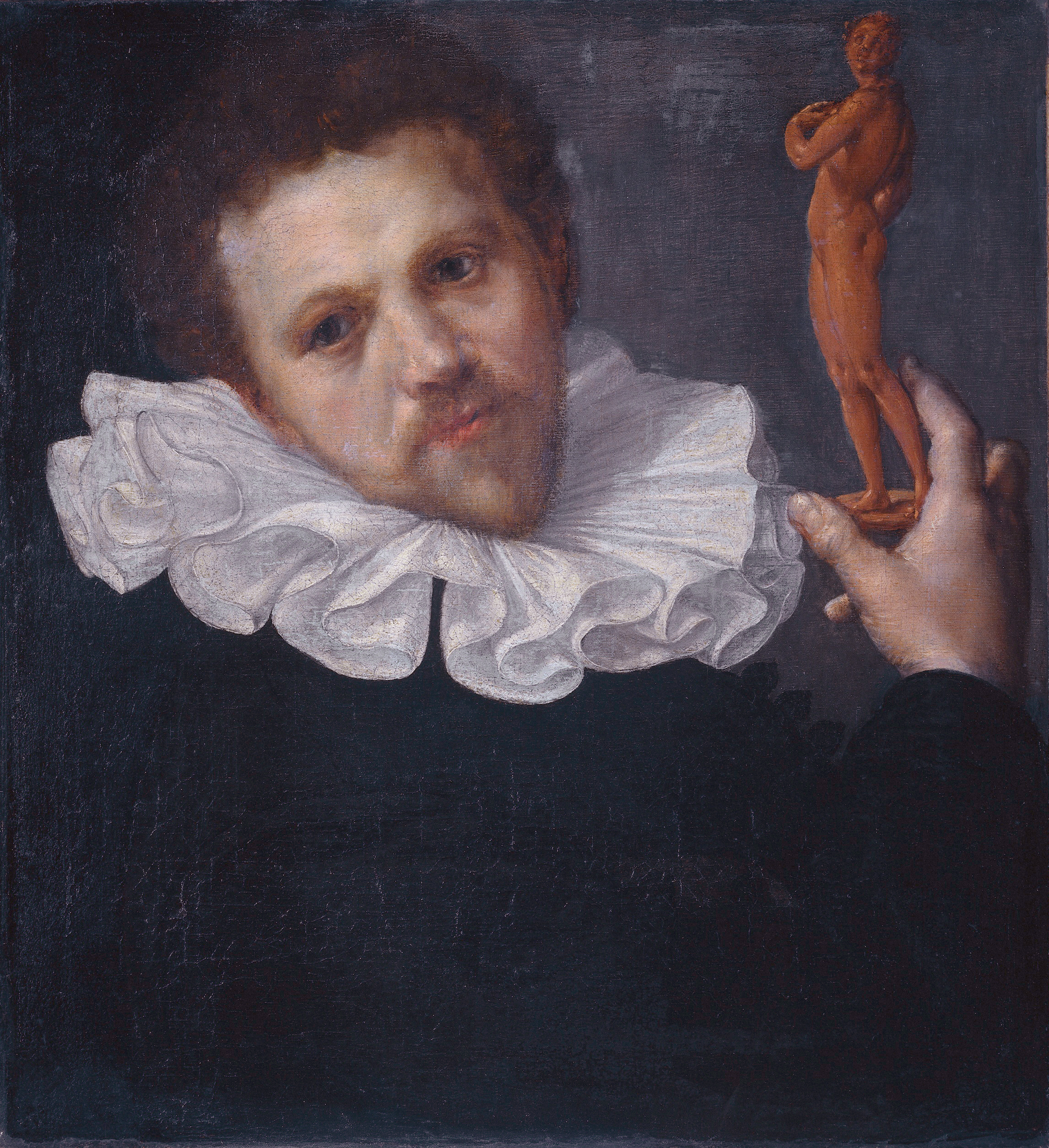
Paulus van Vianen

Paulus van Vianen (* um 1570 in Utrecht; † 1613 in Prag) war ein niederländischer Goldschmied und Medailleur.

## Leben und Werke
Paulus van Vianen wurde um 1570 in Utrecht geboren und entstammte einer Künstlerfamilie, die viele Goldschmiede hervorbrachte. Bereits mit zehn Jahren gab ihn sein Vater Willem Eerstensz van Vianen bei dem Utrechter Gold- und Silberschmied Bruno Ellardsz van Leydenberch (um 1530–1604) und anschließend bei dessen Bruder Cornelis van Leydenberch in die Lehre. Nach Aufenthalten in Frankreich und Deutschland, ging van Vianen auch nach Italien, wo er nach Angaben Sandrarts durch Neider bei der Inquisition angezeigt und sogar eingekerkert wurde. Durch einen vermittelnden Beauftragten Kaiser Rudolfs II., an dessen Hof van Vianen später arbeiten sollte, konnte er jedoch wieder seine Freiheit erlangen. In den 1590er Jahren war van Vianen in München tätig, erhielt dort auch das Bürgerrecht und wurde durch die Vermittlung Herzog Maximilians, für den er wohl in dieser Zeit auch arbeitete, als Meister in die Münchener Zunft der Goldschmiede aufgenommen. 1601 begab er sich in die Dienste des Erzbischofs Wolf Dietrich von Raitenau in Salzburg. 1603 verließ er Salzburg, um nach Prag zu gehen, seiner letzten Lebensstation, wo er als kaiserlicher Kammergoldschmied bei Rudolf II. tätig war, bis er im Jahr 1613 vermutlich im Zuge einer Epidemie von der Pest dahingerafft wurde.

## Plastisches Werk und stilistische Entwicklung
Paulus van Vianen schuf hauptsächlich eher kleinformatige Reliefs, Medaillons, Schaumünzen und Gefäße, wobei seine Spezialität Treibarbeit in Silber war. In seiner Münchener Zeit entstanden vor allem Plaketten mit überwiegend mythologischen und biblischen Motiven, die stilistisch der damaligen Nürnberger Goldschmiedekunst nahestanden, weswegen ein Aufenthalt in dieser Stadt vor seiner Zeit in München angenommen wird. Seine figuralen Darstellungen zeugen von einem zunehmenden italienischen Einfluss, was sich in der Prager Zeit durch den Einfluss seiner dortigen Künstlerkollegen hin zu einer Synthese von italienischen und nordischen (niederländischen) Ausdrucksmitteln entwickelte. Dem zugrunde liegt die gemeinsame Herkunft vieler Prager Künstler aus den Niederlanden und deren Schulung in Italien, was eine „spezifisch rudolfinische Kunst“ entstehen ließ. Seine figuralen Darstellungen wurden zu jener Zeit vom Bildhauer Adriaen de Vries und von den Malern Bartholomäus Spranger und Hans von Aachen beeinflusst, während er in seiner Landschaftskunst auf Eindrücke bei Pieter Stevens und Roelandt Savery reagierte.

## Zeichnungen
Für einen eigentlich dem bildnerischen Kunstzweig zugehörigen Künstler sind ungewöhnlich viele Zeichnungen von Paulus van Vianen erhalten. Vor allem während seiner Aufenthalte in Salzburg und Prag entstanden sowohl mythologisch/biblisch-beeinflusste Zeichnungen, als auch eine bedeutende Anzahl von Landschaften. Während die figürlichen Arbeiten wohl großenteils als Vorarbeiten und Studien zu plastischen Bildwerken angesehen werden können, sind die meisten der Landschaftszeichnungen vermutlich schlicht Ausdruck eines außerordentlich hohen Interesses für die Natur und daher als eigenständige Werke zu betrachten.